# Namibische Rugby-Union-Nationalmannschaft
Die namibische Rugby-Union-Nationalmannschaft ist die Nationalmannschaft Namibias in der Sportart Rugby Union und repräsentiert das Land bei allen Länderspielen (Test Matches) der Männer. Sie trägt den Spitznamen Welwitschias, nach der Welwitschie. Die organisatorische Verantwortung trägt der im Jahr 1990 gegründete Verband Namibia Rugby Union (NRU). Namibia wird vom Weltverband World Rugby in die zweite Stärkeklasse (second tier) eingeteilt. Das Team gilt als die zweitbeste Nationalmannschaft Afrikas nach den Springboks aus Südafrika.
Der Rugby-Union-Sport in Namibia geht auf die Besetzung des damaligen Südwestafrikas durch Südafrika zurück und ist seitdem stark vom südlichen Nachbarn beeinflusst worden. Ab 1954 spielte die Auswahl Südwestafrikas in der südafrikanischen Meisterschaft Currie Cup und ab 1955 empfing sie in der Hauptstadt Windhoek wiederholt Nationalmannschaften, die auf Südafrika-Tour waren. Das erste Test Match trug sie 1990 unmittelbar nach der Unabhängigkeit der Republik Namibia aus. Bisher nahm Namibia an sieben Weltmeisterschaften teil, bei der die Mannschaft jeweils in der Vorrunde ausschied. Die Mannschaft errang bisher neun Titel bei Afrikameisterschaften, klassierte sich dreimal auf dem zweiten sowie einmal auf dem dritten Platz. Traditionell spielt Namibia in dunkelblauen Trikots mit weißen Hosen und hellblauen Socken.

## Organisation

Früheres Logo der Namibia Rugby Union

Verantwortlich für die Organisation von Rugby Union in Namibia ist der Verband Namibia Rugby Union (NRU). Er wurde 1990 als Nachfolger des Regionalverbands South West Africa Rugby Football Union gegründet und im selben Jahr Vollmitglied des International Rugby Football Board (IRFB; heute World Rugby). Die NRU ist außerdem seit 1990 Mitglied des vier Jahre zuvor gegründeten Kontinentalverbands Rugby Africa. Seit August 2018 ist Rugby eine der Nationalsportarten Namibias.
Die höchste Rugby-Union-Liga Namibias ist die Rugby Premier League (RPL) mit acht Mannschaften. Ein Großteil der für die Nationalmannschaft antretenden Spieler speist sich seitdem aus dieser Liga, weitere Spieler sind vor allem in Südafrika und Frankreich tätig.
Neben der eigentlichen Nationalmannschaft ruft die Namibia Rugby Union weitere Auswahlmannschaften zusammen. Wie andere Rugbynationen verfügt Namibia über eine U-20-Nationalmannschaft, die an den entsprechenden Weltmeisterschaften teilnimmt. Hinzu kommt Namibia Sevens, die Nationalmannschaft für Siebener-Rugby. Kinder und Jugendliche werden bereits in der Schule an den Rugbysport herangeführt und je nach Interesse und Talent beginnt dann die Ausbildung.

## Geschichte

### Einführung und Verbreitung von Rugby
In der Kolonie Deutsch-Südwestafrika war der Rugbysport völlig unbekannt. Nach der Kapitulation der deutschen Schutztruppe im Juli 1915 übernahm die Südafrikanische Union die Verwaltung, ab 1919 als Schutzmacht eines Völkerbund-Mandats. Noch während des Ersten Weltkriegs trafen sich 1916 in der Hauptstadt Windhoek neun Südafrikaner, um einen Regionalverband zu gründen, die Damaraland Rugby Football Union. Im selben Jahr folgten die Gründung des ersten Vereins und das erste dokumentierte Spiel, das mangels Rugbybällen mit einem Fußball ausgetragen werden musste. Das erste bekannte Spielfeld befand sich zwischen dem Bahnhofsgelände und der Kaiserstraße (heutige Independence Avenue). Organisatorisch unterstand der Regionalverband dem South African Rugby Board, dem Vorgänger der heutigen South African Rugby Union.
1925, 1929 und 1951 tourte eine von der Damaraland Rugby Football Union zusammengestellte Auswahlmannschaft durch das eigentliche Südafrika. Die erste südafrikanische Mannschaft zu Besuch in Windhoek waren 1938 die Ikeys der Universität Kapstadt. 1952 benannte sich der Regionalverband in South West Africa Rugby Football Union (SWARFU) um und organisierte im selben Jahr eine weitere Südafrika-Tour. Bisher hatte es in ganz Südwestafrika kein eigentliches Rugbyfeld mit Rasen gegeben. Dies änderte sich 1954, als die Stadtverwaltung von Windhoek eine entsprechende Fläche zur Verfügung stellte. Ebenfalls 1954 begann die Auswahl der SWARFU an der südafrikanischen Meisterschaft, dem Currie Cup, teilzunehmen. Diese Integration in den nationalen Spielbetrieb bedeutete, dass Südwestafrika nun auch für ausländische Mannschaften als Gegner interessant war. Das erste „Länderspiel“ fand am 5. Juli 1955 statt, als die British Lions während ihrer 24 Spiele umfassenden Südafrika-Tour einen Abstecher nach Windhoek machten. Die Auswahl der vier britischen Home Nations setzte sich vor rund 5000 Zuschauern mit 9:0 durch. Regelmäßige Tour-Besuche gab es in der Folge nicht nur durch die Lions, sondern auch durch Australien, Frankreich, Neuseeland und Rhodesien. Die bemerkenswertesten Ergebnisse waren zwei Unentschieden: ein 14:14 gegen die Australier am 27. Juli 1961 und ein 13:13 gegen die Franzosen am 7. Juni 1975.

### Zeit der Apartheid
Nachdem Südafrika 1961 das Commonwealth of Nations verlassen hatte, begann es Südwestafrika als integralen Bestandteil seines Staatsgebiets zu betrachten. Die Vereinten Nationen entzogen Südafrika das Mandat, was die Regierung jedoch ignorierte. Mit der faktischen Annexion führte sie die rassistischen Apartheid-Gesetze, die eine strikte Trennung der südafrikanischen Bevölkerungsgruppen in „Weiße“ und „Nichtweiße“ gesetzlich verankerte, auch in Südwestafrika ein. Dadurch wurden „Nichtweiße“ vom Sportgeschehen weitgehend ausgeschlossen. Ein Jahr zuvor hatte die People’s Liberation Army of Namibia, ein bewaffneter Flügel der SWAPO, den Namibischen Befreiungskampf begonnen. Südwestafrikanische Rebellen hießen den Boykott des Apartheidregimes willkommen und unterstützten ausdrücklich Protestbewegungen in anderen Ländern. Die Unterzeichnung der Gleneagles-Vereinbarung durch 33 Commonwealth-Mitgliedstaaten am 15. Juni 1977 verschärfte die sportliche Isolierung Südafrikas weiter. Sie sah die systematische Abkopplung des Landes von der Sportwelt des Commonwealth vor, um auf diese Weise gegen die Apartheidpolitik vorzugehen. Die Vereinbarung enthielt auch Sanktionsmöglichkeiten für Mitglieder, die sich gegen diese Vereinbarung verhalten würden und das Abkommen sprach sich für den Ausschluss nachweislich rassistisch orientierter Vereinigungen im internationalen Sportgeschehen aus.
Da Südwestafrika ab 1961 faktisch als fünfte Provinz Südafrikas verwaltet wurde, galten die Boykottmaßnahmen gleichermaßen für das örtliche Rugby. Ab 1977 empfing Südwestafrika keinen einzigen internationalen Besuch mehr. Die Auswahl der SWARFU konnte nur noch zwei Touren durch südamerikanische Länder durchführen. Die erste führte 1983 nach Chile und Uruguay (je eine Niederlage und ein Sieg), die zweite 1988 nach Chile und Paraguay (zwei Siege). Im Currie Cup spielte Südwestafrika während dieser Zeit überwiegend in der zweiten oder dritten Division. 1987 gelang mit einem 24:12-Finalsieg über das Team von Western Transvaal der Aufstieg in die erste Division. Am Ende der darauf folgenden Saison 1988 belegte Südwestafrika den dritten Platz hinter Northern Transvaal und Western Province, gleichbedeutend mit dem besten Ergebnis überhaupt. Nach Abschluss der Saison 1989, die Südwestafrika auf Platz 6 beendete, zog die SWARFU ihre Mannschaft aus dem Wettbewerb zurück. Sie begründete dies mit der Ungewissheit angesichts der bevorstehenden Unabhängigkeit Namibias.

### Nach der Unabhängigkeit
Mit dem Inkrafttreten der Verfassung war die Republik Namibia ab dem 21. März 1990 ein unabhängiger Staat. Noch am selben Tag löste der neue nationale Verband Namibia Rugby Union (NRU) die SWARFU ab und trat umgehend dem International Rugby Football Board (IRFB; heute World Rugby) bei. Ebenfalls am Unabhängigkeitstag fand in Windhoek das erste Test Match statt, bei dem die Namibier Simbabwe mit 33:18 schlugen. Dies war jedoch zu spät, um noch an der Qualifikation für die Weltmeisterschaft 1991 teilnehmen zu können. Allerdings gelang es dem Verband, mehrere namhafte Gegner nach Namibia einzuladen, zumal die Mannschaft, die in der Vorsaison an der südafrikanischen Meisterschaft teilgenommen hatte, noch weitgehend intakt war. Im Juni 1990 war Wales zu Gast und konnte sich in zwei Test Matches jeweils nur knapp gegen die Gastgeber durchsetzen. Das erste Auswärtsspiel der Namibier im Mai 1991 gegen Portugal endete mit einem 34:12-Sieg. Im Juni 1991 war Italien als Vorbereitung auf die Weltmeisterschaft ebenfalls zu Gast in Namibia, wobei dem Gastgeber in den beiden Test Matches zwei Siege gelangen. Dies war überraschend, da die Italiener als weitaus stärker eingeschätzt worden waren. Eine noch größere Überraschung gelang den Namibiern einen Monat später, als sie Irland in zwei weiteren Test Matches schlugen.
Zwar empfing Namibia im Juni 1993 nochmals Wales, doch aufgrund von Rücktritten mehrerer Schlüsselspieler der Currie-Cup-Ära oder deren Verpflichtung durch finanzkräftige englische Rugby-League-Vereine war die Nationalmannschaft für europäische Spitzenteams nicht mehr interessant und musste zunehmend mit weniger attraktiven Gegnern vorliebnehmen. Ab Juli 1993 nahmen die Namibier erstmals an einer WM-Qualifikation teil. Mit hohen Siegen gegen Arabien, Kenia und Simbabwe beendeten sie die in Nairobi ausgetragene erste Runde souverän an der Spitze. In der zweiten Runde, die im Juli 1994 in Casablanca ausgetragen wurde, siegten sie zwar erneut gegen Simbabwe, mussten jedoch gegen die Elfenbeinküste eine knappe 12:13-Niederlage und gegen Gastgeber Marokko ein 16:16-Unentschieden hinnehmen. Sie belegten den zweiten Platz und verpassten somit die Weltmeisterschaft 1995. 1996 stand kein einziges Test Match auf dem Programm, 1997 nur zwei (darunter ein Heimspiel gegen die durch Afrika tourende Mannschaft Tongas).
Im April 1998 stieg Namibia in Runde 3 der WM-Qualifikation ein. Nach einer Auswärtsniederlage gegen Tunesien folgte ein Heimsieg über Simbabwe. Alle drei beteiligten Mannschaften standen am Ende mit je einem Sieg und einer Niederlage zu Buche, wobei Gruppensieger Simbabwe und das zweitplatzierte Namibia aufgrund des besseren Punkteverhältnisses in Runde 4 vorstießen, während Tunesien das Nachsehen hatte. Im September 1998 qualifizierte sich Namibia in der marokkanischen Hauptstadt Rabat mit Siegen über die Elfenbeinküste, Marokko und Simbabwe für die Weltmeisterschaft 1999. Die WM-Teilnahme schien zunächst gefährdet zu sein, da die Sportkommission der namibischen Regierung der Nationalmannschaft die Teilnahme an einem Vorbereitungsturnier in Südafrika untersagte und damit drohte, ihr die Startberechtigung für die Weltmeisterschaft zu entziehen. Dies folgte auf die Kritik „nichtweißer“ Rugbyvereine, wonach die NRU rassistische Neigungen gezeigt habe. Nach Zusicherungen des Verbandes nahm die Nationalmannschaft doch noch an der Weltmeisterschaft 1999 teil, die in den Ländern der damaligen Five Nations stattfand. Dort erlitt sie deutliche Niederlagen gegen Fidschi (18:67), Frankreich (13:47) und Kanada (11:72). Einziger Lichtblick des Turniers war ein früher Versuch gegen Frankreich, der dem Team bis zur 27. Spielminute einen ausgeglichenen Spielstand bescherte.

### Im neuen Jahrtausend
Die Namibier nahmen 2000 an der ersten Ausgabe der Afrikameisterschaft teil. Sie verpassten den Einzug ins Finale, ebenso bei der Afrikameisterschaft 2001. Die Afrikameisterschaft 2002 diente gleichzeitig als WM-Qualifikation. Im zweiteiligen Finale gegen Tunesien stand es nach dem Hinspiel in Windhoek und dem Auswärtsspiel in Tunis 33:33 unentschieden; aufgrund der höheren Anzahl erzielter Versuche sicherte sich Namibia den ersten Afrikameistertitel und qualifizierte sich für die Weltmeisterschaft 2003. Als WM-Vorbereitung diente ein Teil der Afrikameisterschaft 2003. Als Gruppenerster zog Namibia ins Halbfinale ein und schlug in diesem Uganda deutlich. Unterbrochen wurde der Wettbewerb durch die in Australien stattfinde Weltmeisterschaft. Wie erwartet blieb Namibia in der Vorrunde chancenlos und verlor jeweils deutlich gegen Argentinien (14:67), Irland (7:64), Australien (0:142) und Rumänien (7:37). Gegen den Gastgeber schonten die Namibier mehrere Stammspieler im Hinblick auf das Rumänien-Spiel, was mitentscheidend für eine Blamage von historischem Ausmaß war. Während Namibia die höchste Niederlage einer Mannschaft in der WM-Geschichte erlitt, erzielten die Australier neue Rekorde bezüglich Punktedifferenz und erzielter Versuche. Rudie van Vuuren, der acht Monate zuvor mit der namibischen Cricket-Nationalmannschaft am Cricket World Cup 2003 in Südafrika teilgenommen hatte, wurde der erste Sportler, der im selben Jahr in zwei verschiedenen Sportarten bei Weltmeisterschaften auflief.
Vier Monate später trug Namibia im Februar 2004 noch das Finale der Afrikameisterschaft aus und verlor in Casablanca mit 7:27 gegen Marokko. Die Revanche gelang noch im selben Jahr im Rahmen der Afrikameisterschaft 2004. Nach Siegen über Sambia und Kenia in der Vorrunde setzten sich die Namibier im Halbfinale gegen Simbabwe durch. Im Finale standen sie in Windhoek erneut Marokko gegenüber, gewannen das Spiel mit 39:22 und holten sich ihren zweiten Afrikameistertitel. Enttäuschend verlief hingegen die Afrikameisterschaft 2005. Nach zwei Siegen über die Elfenbeinküste und Madagaskar in der Vorrunde scheiterten die Namibier im Halbfinale auswärts an Marokko mit 0:49. Die Afrikameisterschaft 2006 wiederum war Teil der WM-Qualifikation. In der Vorrunde gewann Namibia beide Heimspiele gegen Tunesien und Kenia, musste aber gegen diese Mannschaften jeweils eine Auswärtsniederlage hinnehmen. Alle drei Teams wiesen am Ende gleich viele Tabellenpunkte auf, doch Namibia belegte aufgrund der besten Punktedifferenz den ersten Platz und zog ins Halbfinale ein. Mit dem 27:9-Auswärtssieg über Marokko qualifizierten sie sich zum dritten Mal in Folge für eine Weltmeisterschaft. Im Finale zuhause in Windhoek standen sie der südafrikanischen Amateurauswahl gegenüber und unterlagen dieser knapp mit 27:29.

### Krisen und sporadische Erfolge
Enttäuschend verlief die Afrikameisterschaft 2007, als die Namibier den zweiten Platz ihrer Gruppe belegten und bereits nach der Vorrunde ausschieden. Im selben Jahr nahmen sie erstmals auch am Nations Cup teil. Bei diesem Turnier verloren sie alle drei Spiele und belegten den letzten Platz. Vor der Weltmeisterschaft 2007 in Frankreich war Namibia von allen Teilnehmern in der Weltrangliste am niedrigsten klassiert und der Mannschaft wurden keinerlei Chancen im ersten Spiel gegen Irland eingeräumt. Es gelang ihr jedoch, zwei Versuche zu legen und mit 17:32 die bisher knappste Niederlage bei einer Endrunde zu erzielen. Darauf folgten deutliche Niederlagen gegen Frankreich (10:87) und Argentinien (3:63). Im Spiel gegen Georgien, bei dem man sich am ehesten Chancen auf einen Sieg erhofft hatte, erlitt Namibia eine 0:30-Niederlage und schied erneut sieglos aus dem Turnier aus.

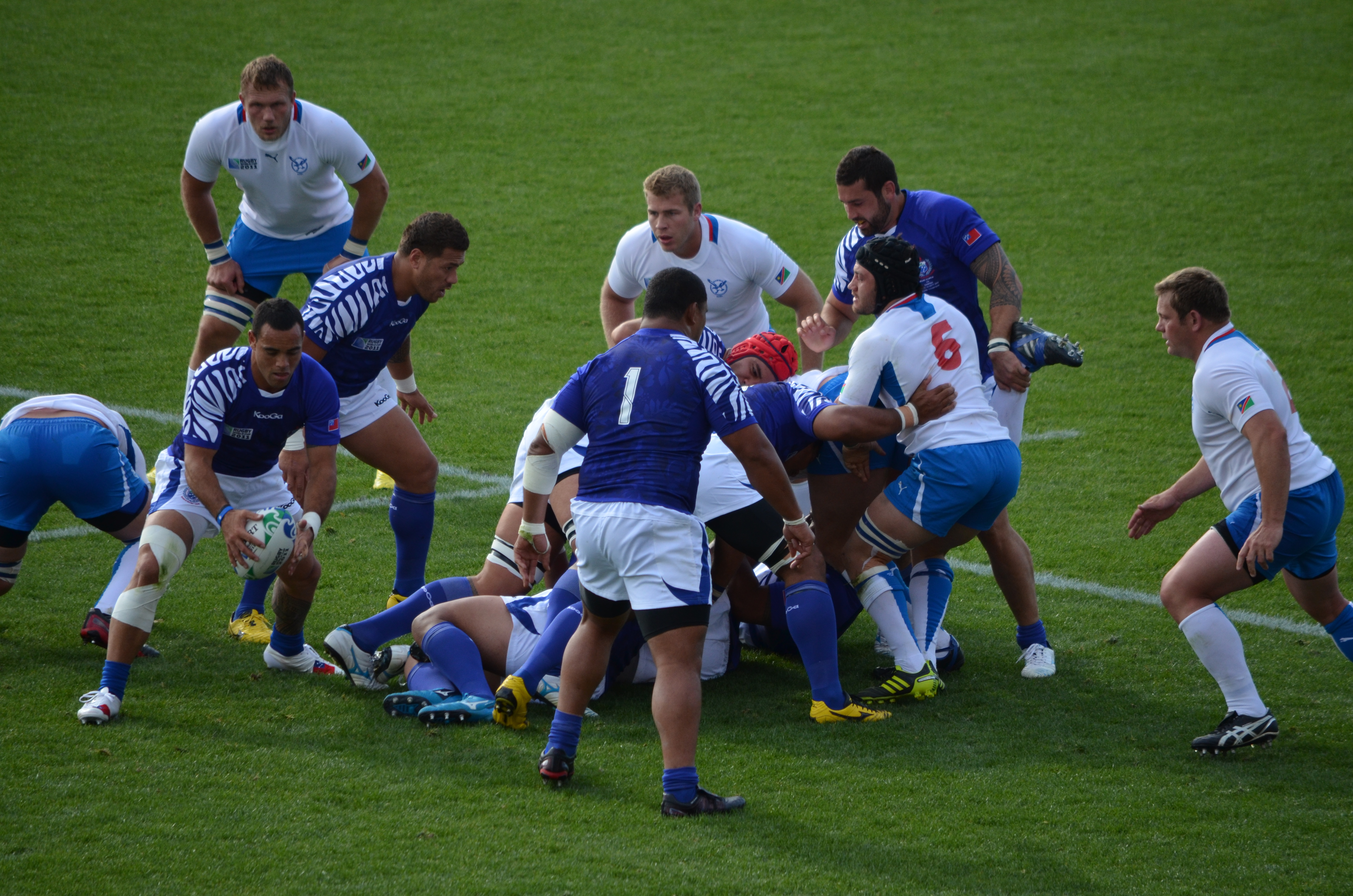
Namibia gegen Samoa bei der WM 2011

Nach insgesamt neun Niederlagen in Folge (der bis heute längsten Negativserie) fand Namibia bei der Afrikameisterschaft 2008/09 wieder in die Erfolgsspur zurück. Die Mannschaft stieß bis ins zweiteilige Finale vor, erneut hieß der Gegner Tunesien. Sowohl das Hinspiel auswärts als auch das Rückspiel zuhause endete mit Siegen, womit sie sich sowohl den dritten Afrikameistertitel als auch die nächste WM-Teilnahme sicherte. Nach dreijähriger Abwesenheit erhielt sie eine Einladung für den Nations Cup 2010. Bei diesem erwiesen sich die Namibier als Überraschung des Turniers, indem sie zuerst Gastgeber Rumänien und anschließend die schottischen Reserven schlugen. Die Entscheidung um den Turniersieg fiel im dritten Spiel gegen Georgien, das die Namibier mit 21:16 für sich entschieden. Gemessen an der Spielstärke der beteiligten Teams ist dieser Erfolg der bis heute bedeutendste. Hingegen misslang die Titelverteidigung mit Platz vier beim Nations Cup 2011 gründlich.
Bei der Weltmeisterschaft 2011 in Neuseeland konnten die Namibier wie erwartet keine Akzente setzen. Gegen Fidschi hielten sie zwar eine Zeitlang recht gut mit, mussten sich aber letztlich mit 25:49 geschlagen geben. Ähnlich verlief das Spiel gegen Samoa, das mit 12:49 verloren ging. Völlig chancenlos war Namibia in den Spielen gegen Südafrika (0:87) und Wales (7:81). Mit diesen Ergebnissen war Namibia die schlechteste aller 20 teilnehmenden Mannschaften. Ein Trost war, dass Theuns Kotzé (der erst drei Monate zuvor debütiert hatte) zu Namibias bestem Skorer bei einer Weltmeisterschaft avancierte. Zudem wurde Mannschaftskapitän Jacques Burger vom Rugby News Service des IRB zu einem der fünf besten Spieler des Turniers gekürt: Er sei „durchgängig ein hell scheinendes Licht in seiner Mannschaft“ gewesen, da er auch bei stetig anwachsendem Punktestand des Gegners weiterhin unermüdlich Tackles ausgeführt und Ballwechsel in Gedrängen erzwungen habe.
Da die Namibier 2010 und 2011 auf eine Teilnahme bei den Afrikameisterschaften verzichtet hatten, waren sie mittlerweile in die zweite Division relegiert worden. Bei der Ausgabe 2012 strebten sie in der madagassischen Hauptstadt Antananarivo den sofortigen Wiederaufstieg an, doch das Finale vor über 35.000 Zuschauern gegen Gastgeber Madagaskar verlief nicht wunschgemäß. Nach der regulären Spielzeit stand es unentschieden 43:43, kurz vor Ende der Verlängerung 54:50 für Namibia. In der letzten Minute gelang den Madagassen ein Versuch mit Erhöhung zum 54:57-Endstand und verwehrten den Namibiern in einem der punktereichsten Länderspiele der Geschichte den sicher geglaubten Aufstieg. Bei der Afrikameisterschaft 2013 nahm Namibia einen neuen Anlauf und setzte sich im Finale gegen Tunesien mit 45:13 durch. Somit kehrte die Mannschaft nach vier Jahren in die höchste Spielklasse zurück.

### Siegesserie bei Afrikameisterschaften

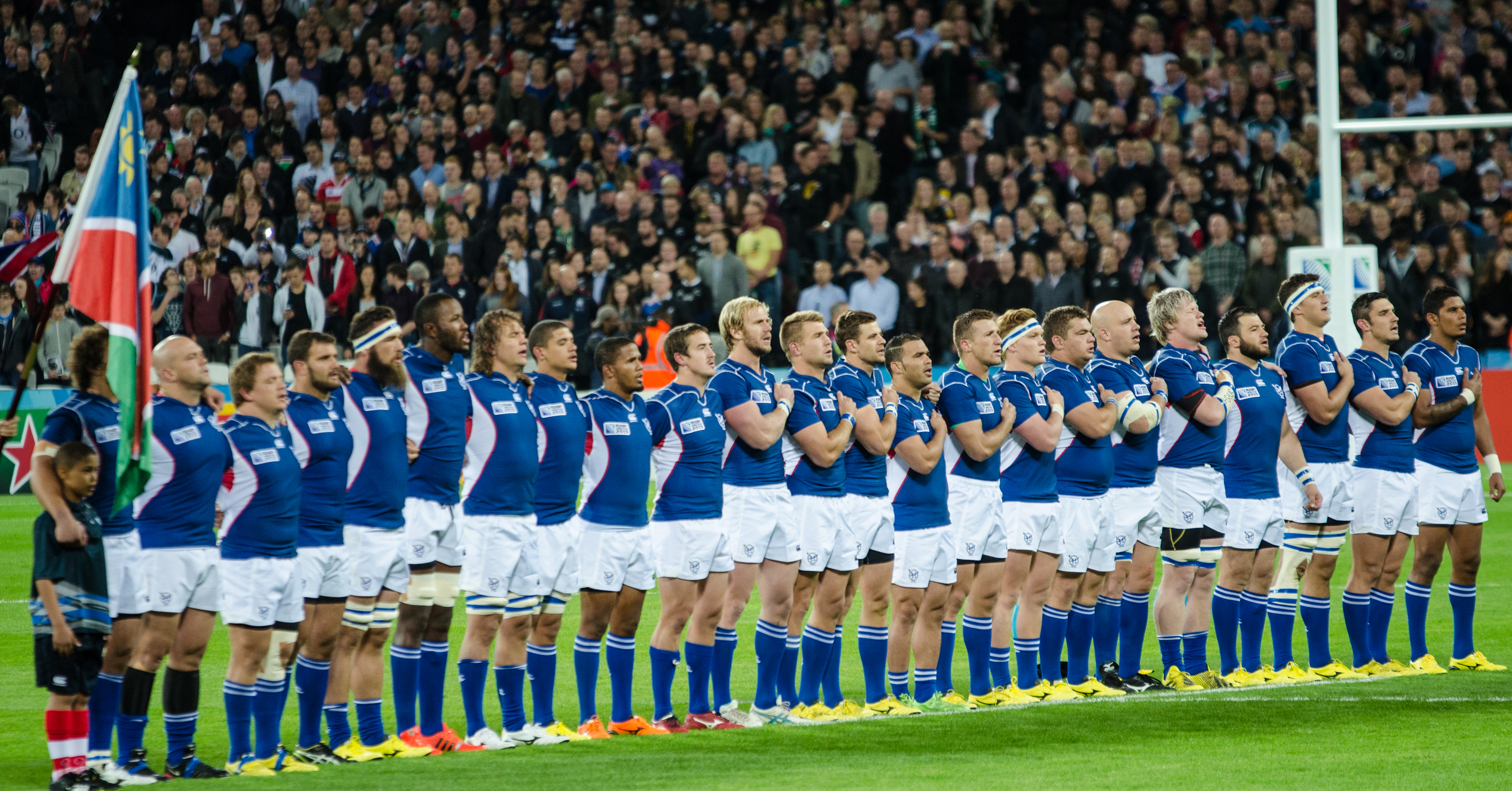
Namibia bei der WM 2015

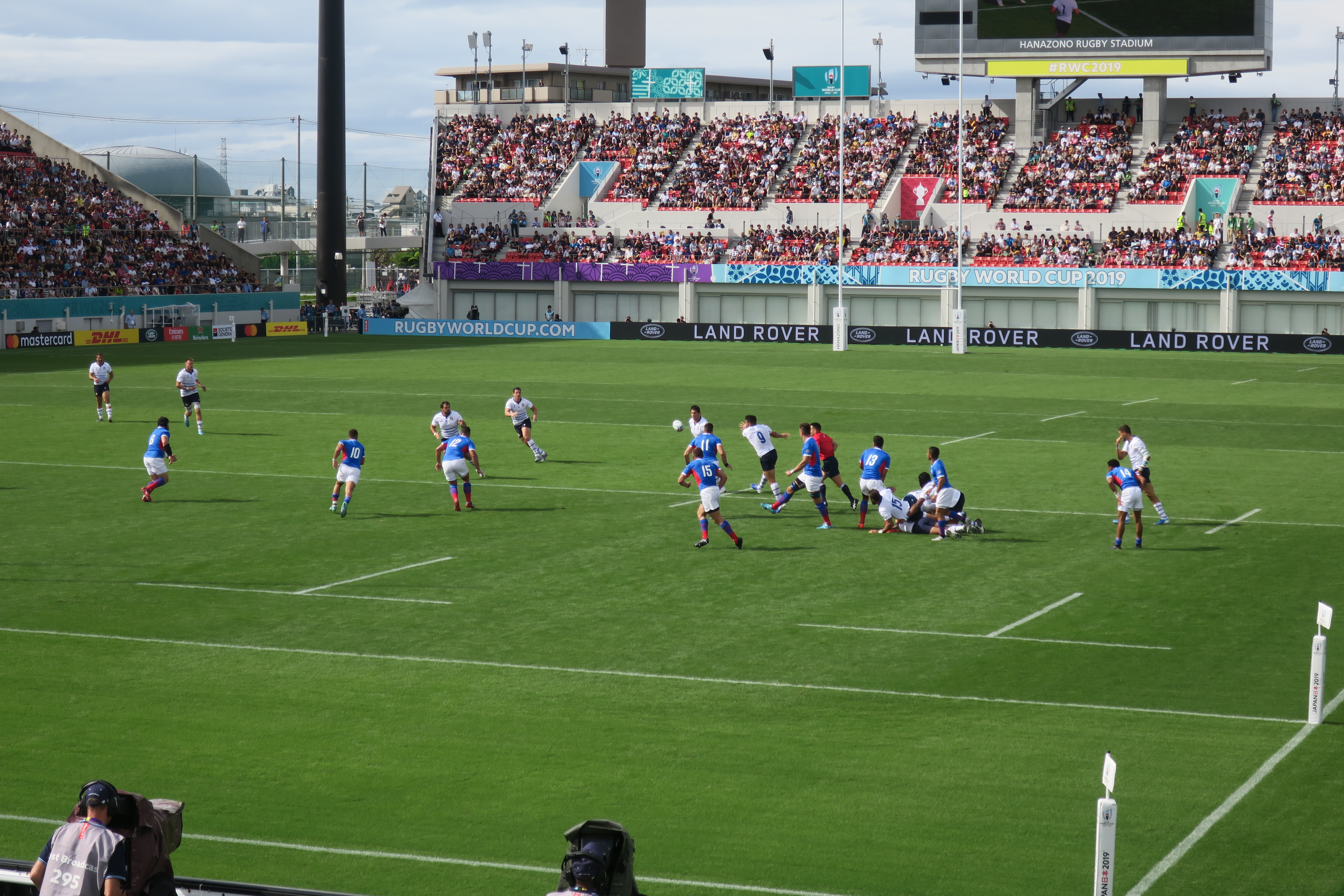
Die namibische Mannschaft gegen Italien bei der WM 2019

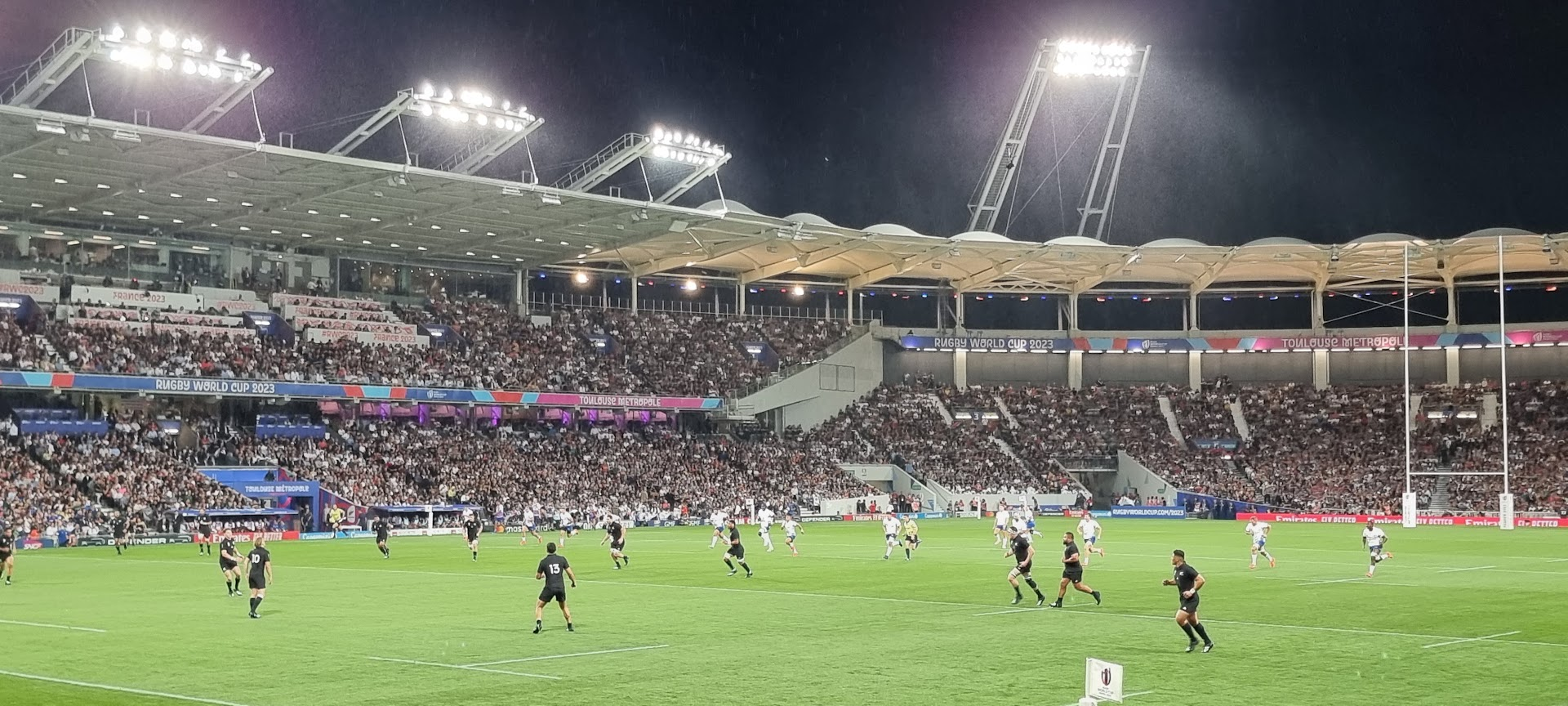
Spiel gegen Neuseeland bei der WM 2023

Bei der Afrikameisterschaft 2014 hatten drei Teams am Ende gleich viele Tabellenpunkte, doch Namibia wies die beste Punktedifferenz auf und holte damit zum vierten Mal den Meistertitel. Mit diesem Erfolg war auch ihre fünfte Teilnahme an einer WM-Endrunde gesichert. Mit drei Niederlagen belegten die Namibier beim Nations Cup 2015 den letzten Platz. Bei der Afrikameisterschaft 2015 errangen sie mit zum Teil deutlichen Siegen den fünften kontinentalen Meistertitel. Bisher waren zahlreiche Trainerwechsel ein prägendes Merkmal der Nationalmannschaft gewesen, entsprechend fehlte die Kontinuität bei ihrer langfristigen Entwicklung. Im November 2014 gab die NRU die Verpflichtung des früheren walisischen Nationalspielers Phil Davies bekannt. Er war zunächst als technischer Berater tätig und übernahm kurz vor der Weltmeisterschaft 2015 in England das Amt des Nationaltrainers. Dort unterlagen die Namibier dem späteren Weltmeister Neuseeland (14:58), Tonga (21:35), Georgien (16:17) und Argentinien (19:64). Die Niederlage gegen die Georgier war die bisher mit Abstand knappste bei einer Weltmeisterschaft. Auch wenn sie wieder den letzten Platz in ihrer Gruppe belegten, so holten die Namibier einen defensiven Bonustabellenpunkt (für eine Niederlage mit weniger als sieben Spielpunkten Unterschied).
Beim Nations Cup 2016 feierten die Namibier ihren ersten Sieg über Spanien und behaupteten sich im Spiel um den dritten Platz gegen die italienischen Reserven. Wie schon im Jahr zuvor gelang bei der Afrikameisterschaft 2016 erneut die Titelverteidigung. Bei der Afrikameisterschaft 2017 wurde Namibia seiner Favoritenrolle erneut vollauf gerecht, bezwang die übrigen Teilnehmer zum Teil sehr deutlich und entschied das Turnier zum siebten Mal für sich. Ähnlich dominant traten die Namibier auch bei der Afrikameisterschaft 2018 in Erscheinung, die gleichzeitig als WM-Qualifikation zählte. Am Ende des Turniers standen fünf Siege, der achte kontinentale Meistertitel und zum sechsten Mal in Folge ein WM-Startplatz zu Buche. Trotz einem Sieg über Uruguay belegte Namibia beim Nations Cup 2019 den letzten Platz. Bei der anschließenden Weltmeisterschaft 2019 in Japan gehörte Eugene Jantjies als erster namibischer Spieler überhaupt zum insgesamt vierten Mal dem WM-Kader an. In der Vorrunde unterlag seine Mannschaft Italien (22:47), dem späteren Weltmeister Südafrika (3:57) und Neuseeland (9:71). Gegen Italien gelang es zumindest, drei Versuche zu erzielen. Das vierte Vorrundenspiel gegen Kanada konnte wegen der Verwüstungen des Taifuns Hagibis nicht ausgetragen werden und wurde als 0:0-Unentschieden gewertet.
Wegen der COVID-19-Pandemie konnte 2020 kein einziges Spiel ausgetragen werden. Auf den zurückgetretenen Davies folgte im März 2020 Johan Diergaardt als Nationaltrainer. Er sollte eigentlich bis 2023 im Amt bleiben, gab aber bereits am 9. Dezember überraschend seinen sofortigen Rücktritt bekannt. Er begründete dies damit, dass der Verband seinen vertraglichen Verpflichtungen nicht nachgekommen sei und sich nicht um das Wohl der Spieler gekümmert habe. Seit Juni 2021 ist der ehemalige Nationaltrainer Südafrikas, Allister Coetzee, für die Mannschaft zuständig. Unter seiner Führung nahmen die Namibier nach dreijähriger Pause an der Afrikameisterschaft 2021/22 teil, die sich über zwei Jahre erstreckte. Trotz einer überraschenden Niederlage gegen die Elfenbeinküste zogen sie in die K.-o.-Phase ein, die aus epidemiologischen Gründen im Südfrankreich stattfand. Dort gewannen sie das Finale gegen Kenia und qualifizierten sich mit dem neunten kontinentalen Meistertitel für die Weltmeisterschaft 2023. Bei der Vorrunde in Frankreich erlitten die Namibier teils deutliche Niederlagen gegen Italien (8:52), Neuseeland (3:71), Frankreich (0:96) und Uruguay (26:36).
Bei der Afrikameisterschaft 2024 erlitten die Namibier im Halbfinale gegen den späteren Afrikameister Simbabwe eine überraschend deutliche Niederlage mit (10:32), womit ihre Siegesserie bei diesem Turnier endete. Die Afrikameisterschaft 2025 war Teil der Qualifikation zur Weltmeisterschaft 2027 und Namibia erreichte das Finale, unterlag jedoch den Simbabwern knapp (mit 28:30), womit es das Play-off gegen den Vizemeister Asiens die Vereinigten Arabischen Emirate erreichte um einen Platz in der Repechage.

## Trikot, Logo und Spitzname

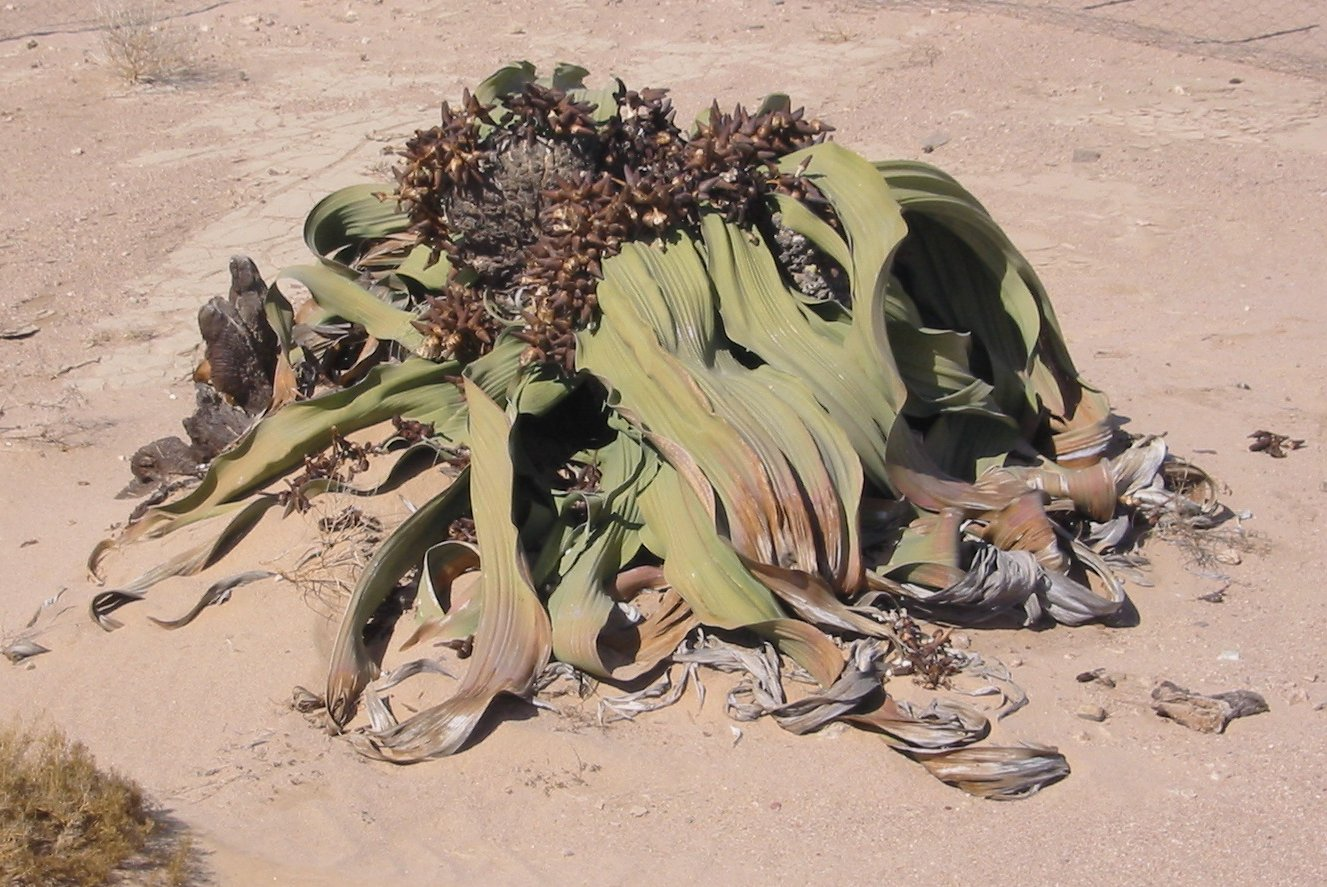
Eine Welwitschia, Namensgeber der Nationalmannschaft

Namibia spielt traditionell in dunkelblauen Trikots mit weißen und roten Farbakzenten, weißen Hosen und blauen Socken. Das Auswärtstrikot ist weiß mit blauen Farbakzenten, blauen Hosen und weißen Socken.
Aktueller Trikotausrüster der namibischen Nationalmannschaft ist der neuseeländische Sportartikelhersteller Canterbury of New Zealand, Trikotsponsor ist die namibische Brauerei Namibia Breweries. Auf den Trikots erscheint das Verbandslogo auf der rechten Seite, das Ausrüsterlogo links und das Sponsorenlogo in der Mitte.
Das Logo des Namibia Rugby Union zeigt einen stilisierten Schreiseeadler, das Wappentier Namibias. Der Spitzname der Nationalmannschaft lautet Welwitschias, abgeleitet von der gleichnamigen Nationalpflanze Namibias.

## Stadion

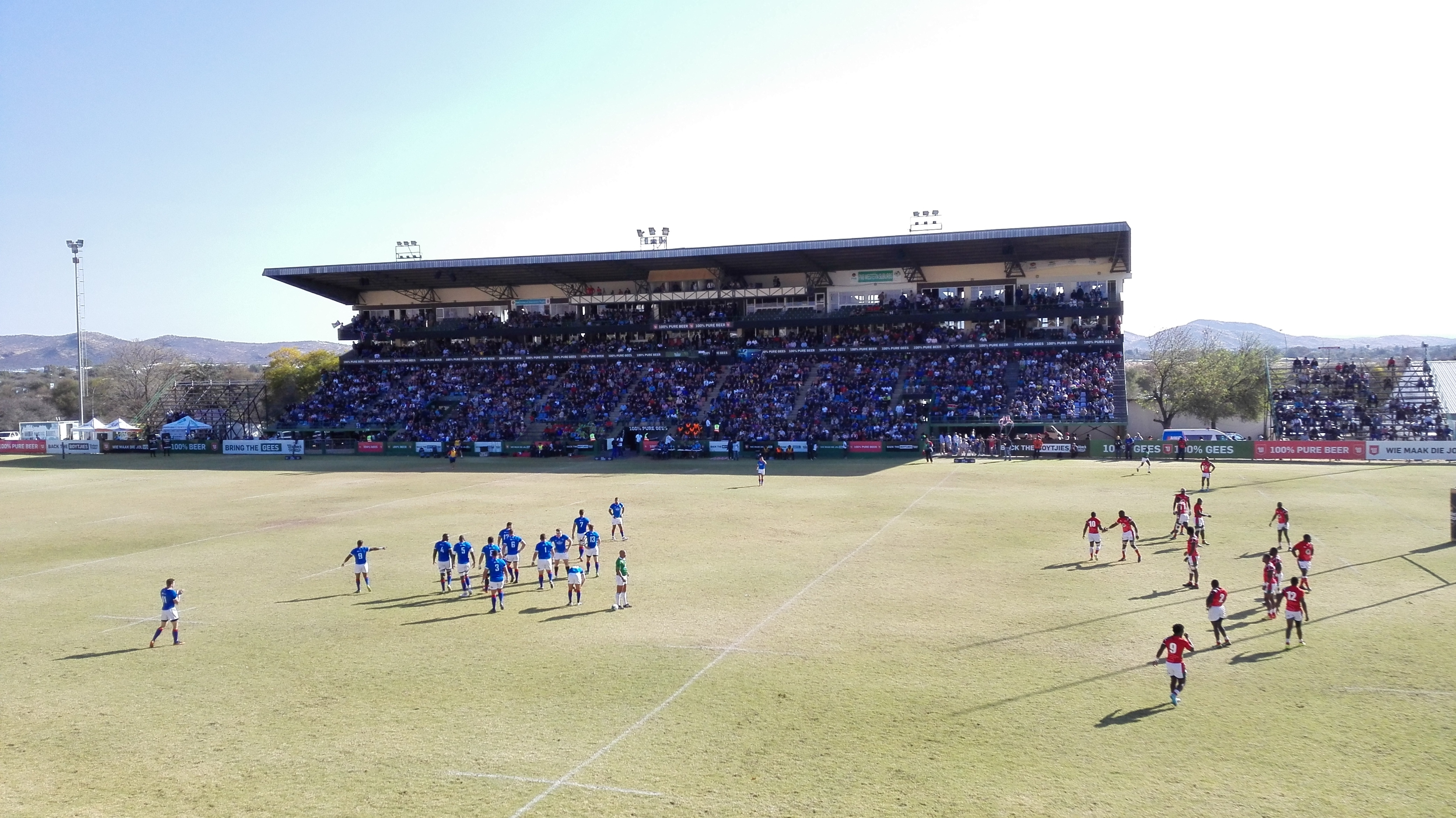
Das Hage-Geingob-Stadion in Windhoek, Heimstadion der Nationalmannschaft

Das Heimstadion der namibischen Nationalmannschaft ist das Hage-Geingob-Stadion (bis 2018 South West Stadium). Es steht in der Hauptstadt Windhoek, ist nach Staatspräsident Hage Geingob benannt und besitzt eine Kapazität von 10.000 Zuschauern. Von wenigen Ausnahmen abgesehen wurden hier bisher sämtliche Heimspiele ausgetragen.

## Test Matches

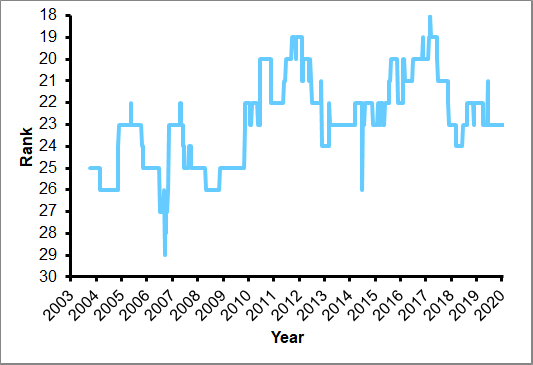
Namibias Position in der World-Rugby-Weltrangliste seit dem 10. Oktober 2003

Namibia hat 102 seiner bisher 178 Test Matches gewonnen, was einer Gewinnquote von 57,30 % entspricht. Die Statistik der Test Matches von Namibia gegen alle Nationen, alphabetisch geordnet, ist wie folgt (Stand Mitte Juli 2025):
| Land           | Spiele | Gewonnen | Unent- schieden | Verloren | % Siege |
| -------------- | ------ | -------- | --------------- | -------- | ------- |
| Algerien       | 1      | 1        | 0               | 0        | 100,00  |
| Arabien        | 1      | 1        | 0               | 0        | 100,00  |
| Argentinien    | 3      | 0        | 0               | 3        | 0,00    |
| Australien     | 1      | 0        | 0               | 1        | 0,00    |
| Botswana       | 2      | 2        | 0               | 0        | 0,00    |
| Burkina Faso   | 2      | 2        | 0               | 0        | 100,00  |
| Chile          | 1      | 1        | 0               | 0        | 100,00  |
| Deutschland    | 3      | 3        | 0               | 0        | 100,00  |
| Elfenbeinküste | 6      | 3        | 1               | 2        | 50,00   |
| Fidschi        | 2      | 0        | 0               | 2        | 0,00    |
| Frankreich     | 3      | 0        | 0               | 3        | 0,00    |
| Georgien       | 5      | 1        | 0               | 4        | 20,00   |
| Hongkong       | 1      | 1        | 0               | 0        | 100,00  |
| Irland         | 4      | 2        | 0               | 2        | 50,00   |
| Italien        | 6      | 2        | 0               | 4        | 33,33   |
| Kanada         | 3      | 1        | 0               | 2        | 33,00   |
| Kenia          | 14     | 12       | 0               | 2        | 85,71   |
| Madagaskar     | 5      | 4        | 0               | 1        | 80,00   |
| Marokko        | 8      | 5        | 1               | 2        | 62,50   |
| Neuseeland     | 3      | 0        | 0               | 3        | 0,00    |
| Portugal       | 9      | 6        | 0               | 3        | 66,67   |
| Rumänien       | 6      | 1        | 0               | 5        | 16,67   |
| Russland       | 7      | 2        | 0               | 5        | 28,57   |
| Sambia         | 2      | 2        | 0               | 0        | 100,00  |
| Samoa          | 2      | 0        | 0               | 2        | 0,00    |
| Senegal        | 5      | 5        | 0               | 0        | 100,00  |
| Simbabwe       | 34     | 30       | 0               | 4        | 88,24   |
| Spanien        | 7      | 1        | 0               | 6        | 14,00   |
| Südafrika      | 3      | 0        | 0               | 3        | 0,00    |
| Tonga          | 2      | 0        | 0               | 2        | 0,00    |
| Tunesien       | 11     | 8        | 0               | 3        | 72,72   |
| Uganda         | 6      | 5        | 0               | 1        | 83,33   |
| Uruguay        | 6      | 1        | 0               | 5        | 16,67   |
| Wales          | 4      | 0        | 0               | 4        | 0,00    |
| Gesamt         | 178    | 102      | 2               | 74       | 57,30   |

## Erfolge

### Ergebnisse bei Weltmeisterschaften

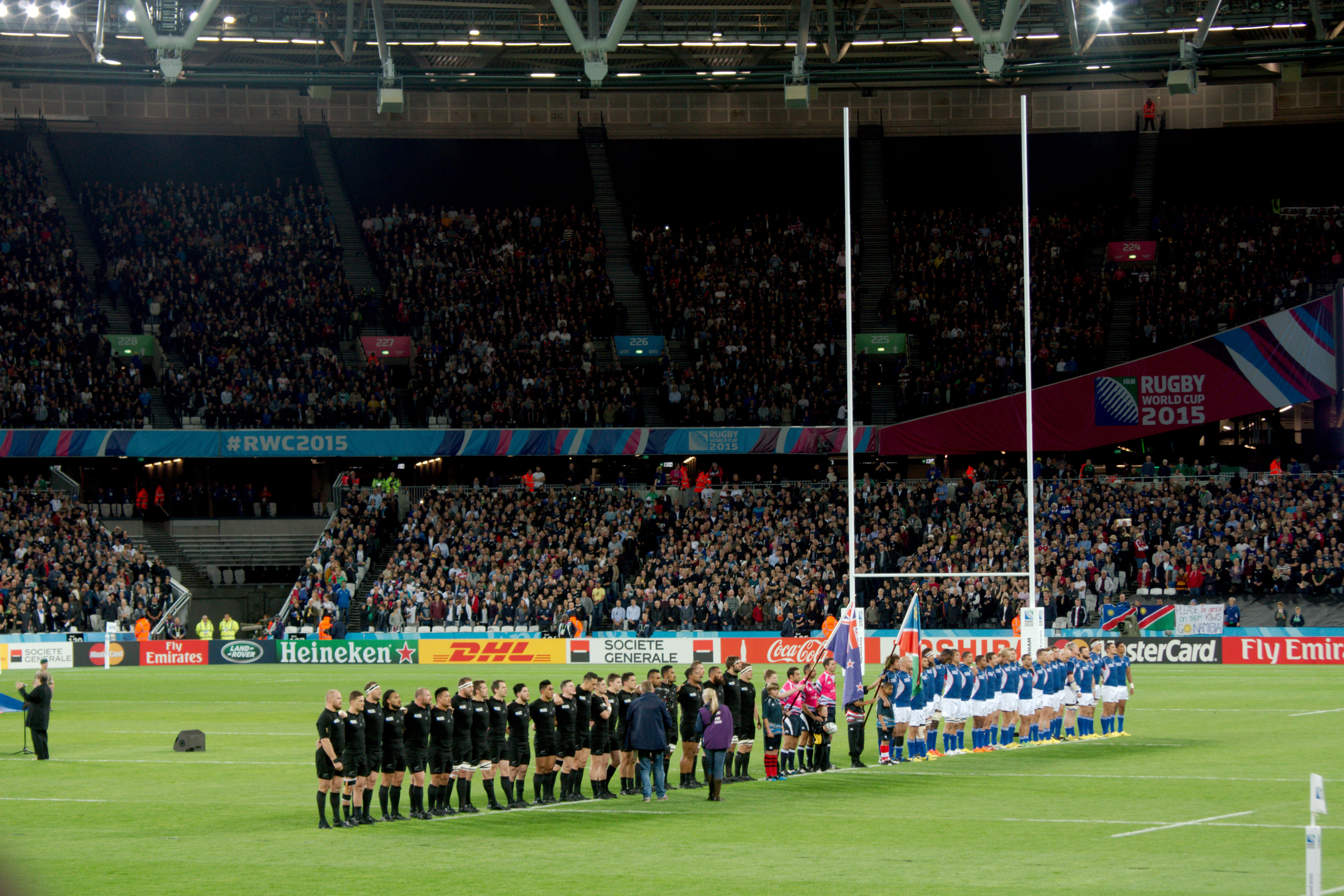
WM-Teilnahme 2015 (gegen Neuseeland)

Die namibische Nationalmannschaft nahm bisher an sieben Weltmeisterschaften teil. Sie war bisher bei allen Weltmeisterschaften nach der World-Rugby-Weltrangliste am niedrigsten eingestuft, gewann kein Spiel und war folglich bei allen Teilnahmen jeweils Gruppenletzter. Die erfolgreichste WM-Teilnahme war 2015, als Namibia erstmals zur Halbzeit (6:0 gegen Georgien) führte und einem Sieg (Endstand gegen Georgien 16 zu 17) nahe war. Zudem gewann die Mannschaft erstmals einen Tabellenpunkt und wurde schließlich Drittletzte des Turniers (vor Uruguay und den USA). Bei der WM 2023 führte Namibia gegen Uruguay zur Halbzeit mit 20:12, unterlag aber mit 26:36.
| Jahr | Resultat                                         | Spiele                                           | Siege                                            | Unent.                                           | Ndlg.                                            | +/-                                              | Punkte                                           |
| ---- | ------------------------------------------------ | ------------------------------------------------ | ------------------------------------------------ | ------------------------------------------------ | ------------------------------------------------ | ------------------------------------------------ | ------------------------------------------------ |
| 1987 | Nicht startberechtigt (de facto Teil Südafrikas) | Nicht startberechtigt (de facto Teil Südafrikas) | Nicht startberechtigt (de facto Teil Südafrikas) | Nicht startberechtigt (de facto Teil Südafrikas) | Nicht startberechtigt (de facto Teil Südafrikas) | Nicht startberechtigt (de facto Teil Südafrikas) | Nicht startberechtigt (de facto Teil Südafrikas) |
| 1991 | Nicht teilgenommen                               | Nicht teilgenommen                               | Nicht teilgenommen                               | Nicht teilgenommen                               | Nicht teilgenommen                               | Nicht teilgenommen                               | Nicht teilgenommen                               |
| 1995 | Nicht qualifiziert (2. Qualifikationsrunde)      | Nicht qualifiziert (2. Qualifikationsrunde)      | Nicht qualifiziert (2. Qualifikationsrunde)      | Nicht qualifiziert (2. Qualifikationsrunde)      | Nicht qualifiziert (2. Qualifikationsrunde)      | Nicht qualifiziert (2. Qualifikationsrunde)      | Nicht qualifiziert (2. Qualifikationsrunde)      |
| 1999 | Vorrunde                                         | 3                                                | 0                                                | 0                                                | 3                                                | 42:186                                           | 0                                                |
| 2003 | Vorrunde                                         | 4                                                | 0                                                | 0                                                | 4                                                | 28:310                                           | 0                                                |
| 2007 | Vorrunde                                         | 4                                                | 0                                                | 0                                                | 4                                                | 30:212                                           | 0                                                |
| 2011 | Vorrunde                                         | 4                                                | 0                                                | 0                                                | 4                                                | 44:266                                           | 0                                                |
| 2015 | Vorrunde                                         | 4                                                | 0                                                | 0                                                | 4                                                | 70:174                                           | 1                                                |
| 2019 | Vorrunde                                         | 4                                                | 0                                                | 1                                                | 3                                                | 34:175                                           | 2                                                |
| 2023 | Vorrunde                                         | 4                                                | 0                                                | 0                                                | 4                                                | 37:255                                           | 0                                                |
| 2027 | laufende Qualifikation                           | laufende Qualifikation                           | laufende Qualifikation                           | laufende Qualifikation                           | laufende Qualifikation                           | laufende Qualifikation                           | laufende Qualifikation                           |
| 2031 | noch ausstehend                                  | noch ausstehend                                  | noch ausstehend                                  | noch ausstehend                                  | noch ausstehend                                  | noch ausstehend                                  | noch ausstehend                                  |

### Afrikameisterschaft
Namibia nimmt seit 2000 an der jährlich ausgetragenen Afrikameisterschaft teil und ist mit neun Erfolgen Rekordmeister.
- Turniersiege (9): 2002, 2004, 2008/09, 2014, 2015, 2016, 2017, 2018, 2021/22

### Nations Cup
Seit 2007 nahm Namibia an sieben Austragungen des Nations Cup teil. Bei diesem Turnier treffen Nationalmannschaften der zweiten Stärkeklasse und Reserve-Nationalmannschaften der ersten Stärkeklasse aufeinander. Bisher konnten die Namibier das Turnier einmal für sich entscheiden.
- Turniersiege (1): 2010

### Weitere Test Matches
Aufgrund der spät erlangten Unabhängigkeit unternahm Namibia während der Amateurära nur wenige Touren nach alter Tradition, da sie um das Jahr 2000 zum Erliegen kamen. Heute stehen für Test Matches gegen Teams der nördlichen Hemisphäre jedes Jahr zwei Zeitfenster zur Verfügung: Bei den Mid-year Internationals im Juni kommen Teams aus Europa nach Namibia, bei den End-of-year Internationals im November reisen die Namibier nach Europa. Im Gegensatz zu den meisten anderen Rugbynationen spielt Namibia dabei jedoch um keine Trophäen gegen seine Gegner.

## Spieler

### Aktueller Kader
Die folgenden Spieler bildeten den Kader für die Afrikameisterschaft 2025:
| Spieler             | Position         | Verein                  | Länderspiele |
| ------------------- | ---------------- | ----------------------- | ------------ |
| AJ Kearns           | Gedrängehalb     | Universität von Namibia | 04           |
| Jacques Theron      | Gedrängehalb     | Wanderers               | 10           |
| Tiaan Swanepoel     | Verbinder        | Sharks                  | 08           |
| André van den Berg  | Verbinder        | Wanderers               | 08           |
| Danco Burger        | Innendreiviertel | Wanderers               | 16           |
| Le Roux Malan       | Innendreiviertel | New England Free Jacks  | 04           |
| Alcino Izaacs       | Außendreiviertel | Universität von Namibia | 10           |
| Jurgen Meyer        | Außendreiviertel | Wanderers               | 01           |
| Danie van der Merwe | Außendreiviertel | Wanderers               | 01           |
| Jay-Cee Nel         | Schlussmann      | Pumas                   | 04           |
| Cliven Loubser      | Schlussmann      | Anthem RC               | 29           |

| Spieler                  | Position             | Verein                  | Länderspiele |
| ------------------------ | -------------------- | ----------------------- | ------------ |
| Armand Combrinck         | Hakler               | Maties                  | 04           |
| Torsten van Jaarsveld    | Hakler               | Bayonne                 | 24           |
| Louis van der Westhuizen | Hakler               | Cheetahs                | 37           |
| Otja Auala               | Pfeiler              | Universität von Namibia | 0            |
| Jason Benade             | Pfeiler              | Universität von Namibia | 23           |
| Aranos Coetzee           | Pfeiler              | Cheetahs                | 38           |
| Sidney Halupé            | Pfeiler              | Wits                    | 01           |
| Haitembu Shikufa         | Pfeiler              | Pukke                   | 10           |
| Adriaan Ludick           | Zweite-Reihe-Stürmer | Limoges                 | 14           |
| Oliver Kurz              | Zweite-Reihe-Stürmer | Risshō-Universität      | 0            |
| Tiaan de Klerk           | Zweite-Reihe-Stürmer | Pumas                   | 04           |
| Johan Retief             | Zweite-Reihe-Stürmer | Krasnojarsk             | 31           |
| Adriaan Booysen          | Flügelstürmer        | Wanderers               | 24           |
| Wian Conradie            | Flügelstürmer        | New England Free Jacks  | 34           |
| Prince ǃGaoseb           | Flügelstürmer        | CSA Steaua Bukarest     | 19           |
| Richard Hardwick         | Flügelstürmer        | Grenoble                | 07           |
| Max Katjijeko            | Flügelstürmer        | CSA Steaua Bukarest     | 31           |

### Bekannte Spieler
Bisher ist noch kein namibischer Spieler in die World Rugby Hall of Fame aufgenommen worden. Zu den international bekanntesten und erfolgreichsten Spielern gehören der langjährige Kapitän Jacques Burger sowie Eugene Jantjies und Theuns Kotzé. Zudem ist es nicht unüblich, dass in Namibia geborene Spieler für Südafrika antreten. Das bekannteste Beispiel dafür ist Percy Montgomery, der 2007 Weltmeister wurde. Es kommt aber auch vor, dass Südafrikaner für Namibia spielen.

### Spielerstatistiken

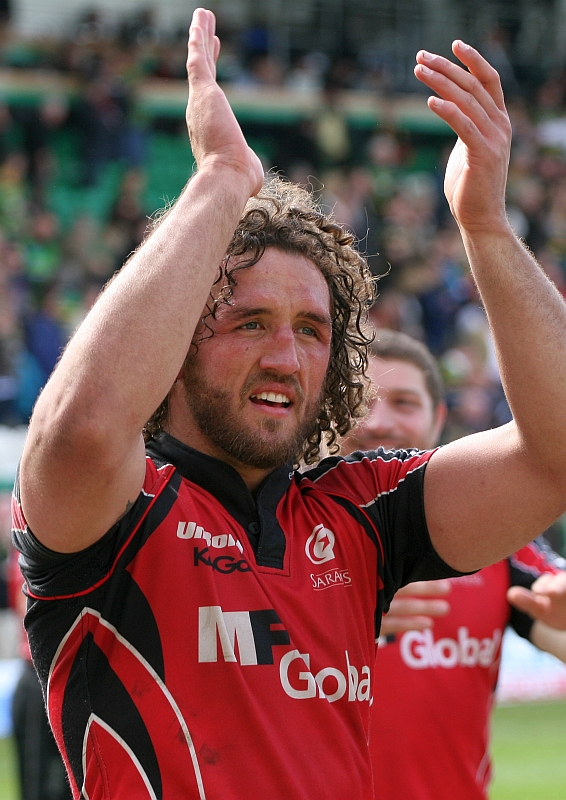
Jacques Burger (2010)

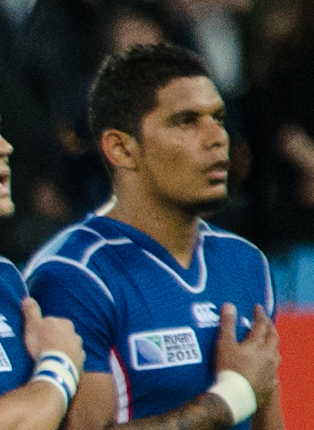
Chrysander Botha (2015)

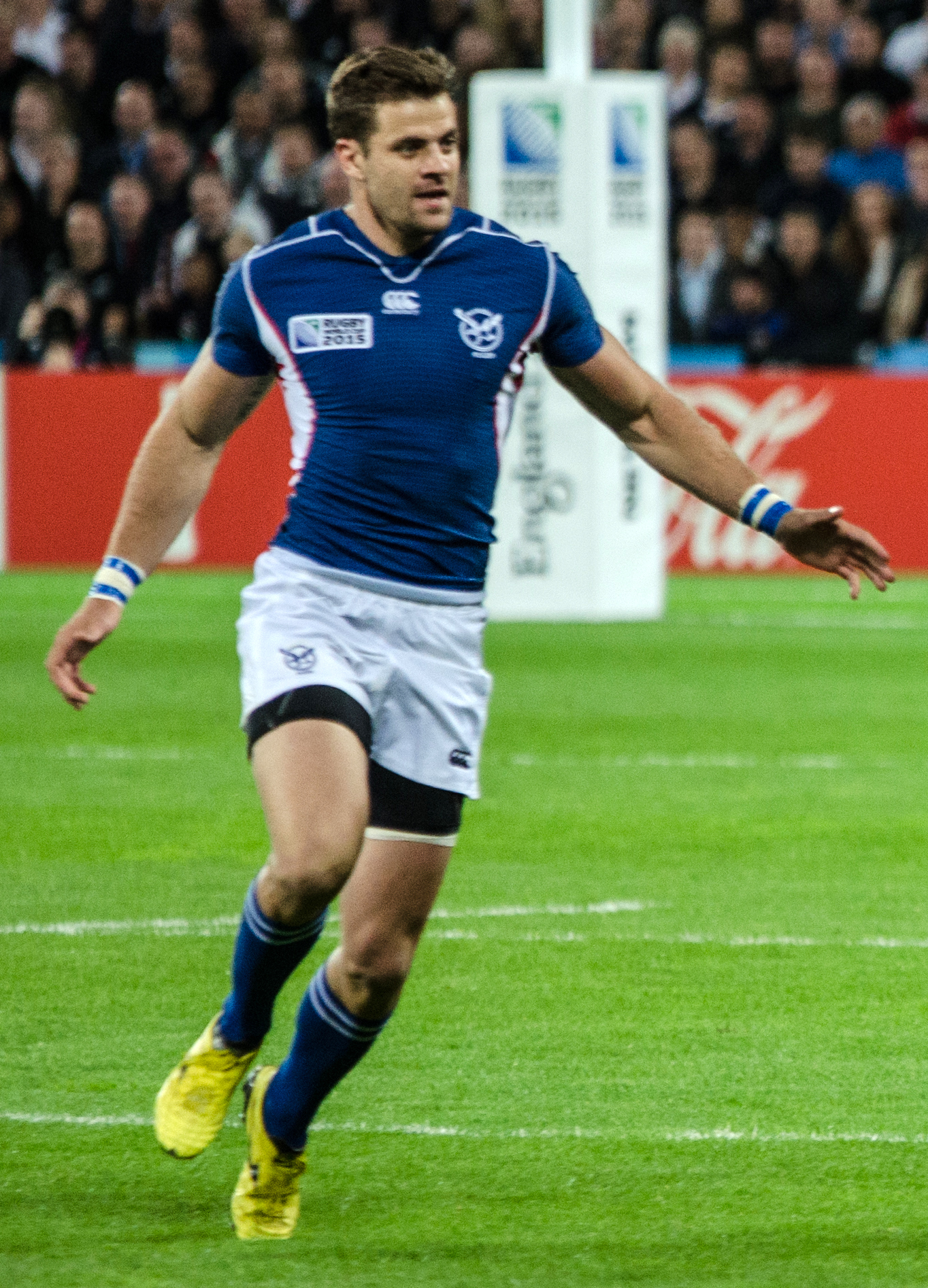
JC Greyling (2015)

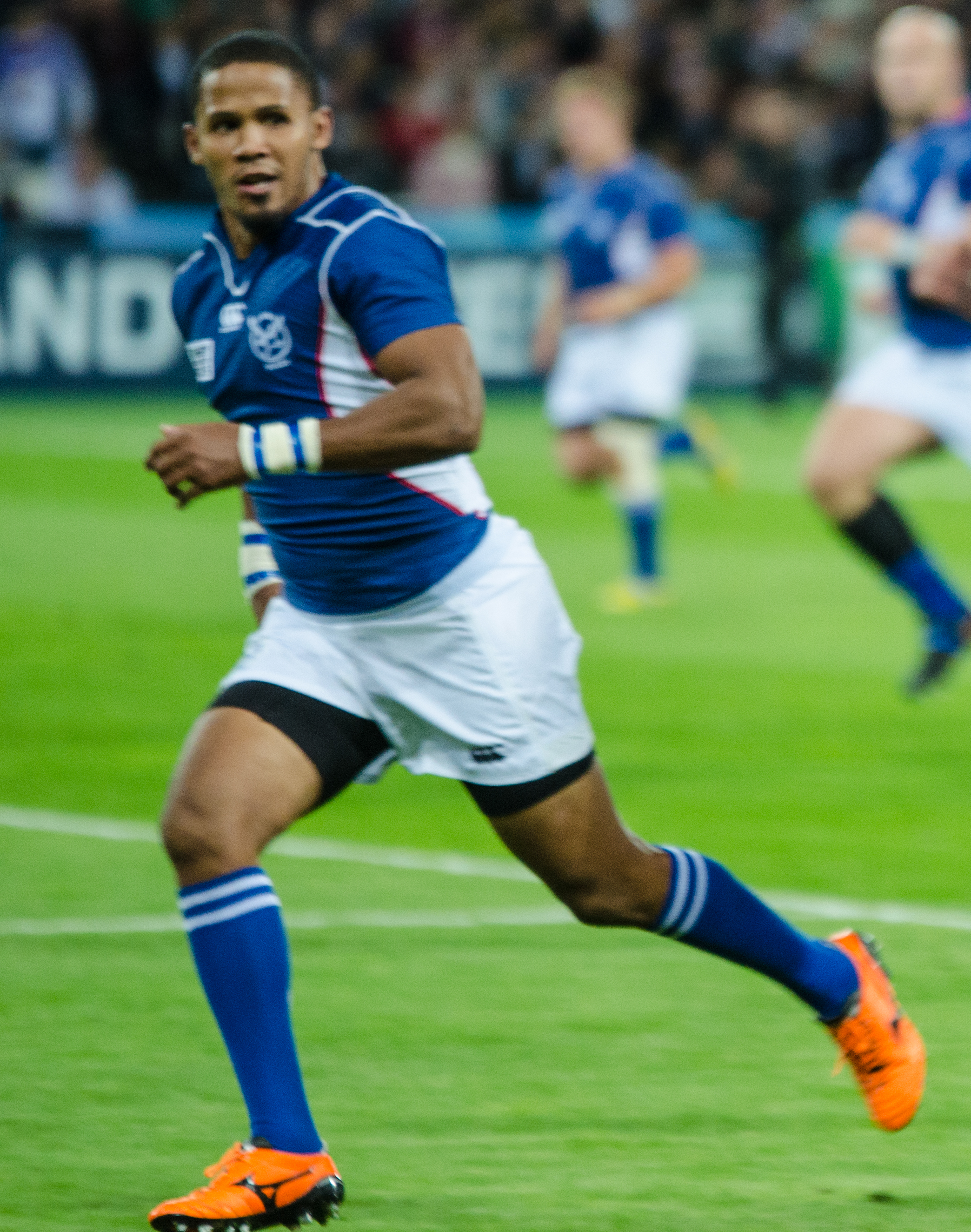
Eugene Jantjies (2015)

Nachfolgend sind die wichtigsten Statistiken aufgelistet, die Spieler Namibias betreffen. Die mit * markierten Spieler sind noch aktiv und können sich weiter verbessern.
(Stand: Juli 2025)
| Rang | Name                | Zeitraum  | Spiele |
| ---- | ------------------- | --------- | ------ |
| 01   | Eugene Jantjies     | 2006–2019 | 70     |
| 02   | PJ van Lill         | 2006–2023 | 63     |
| 03   | Chrysander Botha    | 2008–2018 | 55     |
| 04   | Tinus du Plessis    | 2006–2016 | 52     |
| 05   | Darryl de la Harpe  | 2010–2019 | 50     |
| 06   | Johnny Redelinghuys | 2006–2015 | 49     |
| 07   | JC Greyling         | 2014–2023 | 46     |
| 08   | Johan Tromp         | 2012–2021 | 46     |
| 09   | Rohan Kitshoff      | 2010–2019 | 45     |
| 10   | Casper Viviers      | 2010–2023 | 42     |

| Rang | Name                | Zeitraum  | Spiele |
| ---- | ------------------- | --------- | ------ |
| 01   | Gerhard Mans        | 1990–1994 | 26     |
| 02   | Johan Deysel        | 2018–2023 | 19     |
| 03   | Jacques Burger      | 2007–2015 | 17     |
| 04   | PJ van Lill         | 2012–2021 | 14     |
| 05   | Corne Powell        | 2002–2007 | 13     |
| 06   | Rohan Kitshoff      | 2014–2017 | 12     |
| 07   | Kees Lensing        | 2006–2009 | 12     |
| 08   | Quinn Hough         | 1997–1999 | 11     |
| 09   | Jacques Nieuwenhuis | 2008–2011 | 06     |
| 10   | Sean Furter         | 2003–2004 | 04     |

| Rang | Name             | Zeitraum  | Punkte |
| ---- | ---------------- | --------- | ------ |
| 01   | Theuns Kotzé     | 2011–2017 | 430    |
| 02   | Jaco Coetzee     | 1990–1995 | 335    |
| 03   | Cliven Loubser * | 2017–2025 | 218    |
| 04   | Chrysander Botha | 2008–2018 | 209    |
| 05   | Mot Schreuder    | 2002–2007 | 158    |
| 06   | JC Greyling      | 2014–2023 | 145    |
| 07   | Rudie van Vuuren | 1997–2003 | 120    |
| 08   | Gerhard Mans     | 1990–1994 | 114    |
| 09   | Rohan Kitshoff   | 2010–2019 | 110    |
| 10   | Eden Meyer       | 1991–1996 | 102    |

| Rang | Name                       | Zeitraum  | Versuche |
| ---- | -------------------------- | --------- | -------- |
| 01   | JC Greyling                | 2014–2023 | 29       |
| 02   | Chrysander Botha           | 2008–2018 | 28       |
| 03   | Gerhard Mans               | 1990–1994 | 26       |
| 04   | Rohan Kitshoff             | 2010–2019 | 22       |
| 05   | Eden Meyer                 | 1991–1996 | 22       |
| 06   | Johann Tromp               | 2012–2021 | 21       |
| 07   | Wian Conradie *            | 2015–2025 | 14       |
| 08   | Melrick Afrika             | 2003–2007 | 12       |
| 09   | Johan Deysel               | 2013–2023 | 12       |
| 10   | Louis van der Westhuizen * | 2013–2025 | 12       |

## Trainer

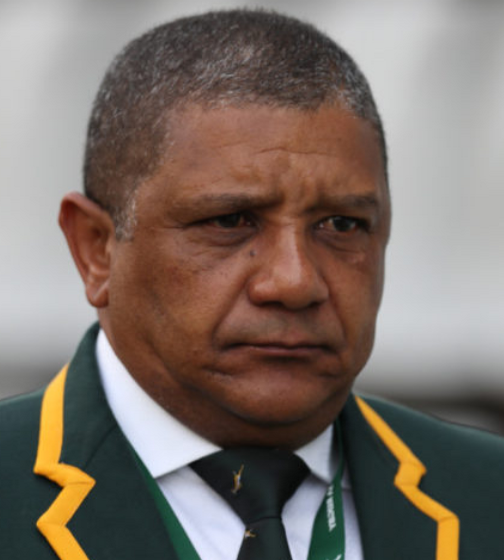
Allister Coetzee (2018)

Folgende Personen waren Trainer der namibischen Nationalmannschaft:
| Name              | Jahre                                    |
| ----------------- | ---------------------------------------- |
| Rudy Joubert      | 1999                                     |
| Sarel Losper      | 2000                                     |
| Henry Pretorius   | 2000–2001                                |
| David Waterston   | 2002–2003                                |
| Danie Vermeulen   | 2004–2005                                |
| Christo Alexander | 2005                                     |
| Johan Venter      | 2006–2007                                |
| Hakkies Husselman | 2007                                     |
| John Williams     | 2008–2009                                |
| Johan Diergaardt  | 2009–2011                                |
| Danie Vermeulen   | 2012–2015                                |
| Phil Davies       | 2015–2019                                |
| Johan Diergaardt  | 2020                                     |
| Allister Coetzee  | 2021–2024                                |
| Chrysander Botha  | 2024–2025                                |
| Jacques Burger    | seit 2024 (Direktor) seit 2025 (Trainer) |